# Megaselia triapitsyni
Megaselia triapitsyni är en tvåvingeart som beskrevs av Michailovskaya 2003. Megaselia triapitsyni ingår i släktet Megaselia och familjen puckelflugor. Inga underarter finns listade i Catalogue of Life.